# Berth Löndahl
Göte Berth Thorild Löndahl, född 11 november 1950 i Hallstahammars församling i Västmanlands län, är en svensk präst, författare och redaktör. 
Berth Löndahl prästvigdes för Lunds stift 15 februari 1976. Han var präst i Barkåkra 1976–1978. Mellan 1978 och 2016 tjänstgjorde han i Bunkeflo pastorat i Malmö, från 1983 som kyrkoherde. Han gick i pension 2016. Han har skrivit böckerna Andens 9 frukter och Mysteriet: om ett förlorat leende, livets frågor och mässan, samt flera essäer i olika böcker och ett stort antal artiklar i främst teologiska tidskrifter.  
Berth Löndahl är sedan 2010 ledamot för Frimodig kyrka i kyrkomötet. Han är redaktör, ledarskribent och ansvarig utgivare för SPT - Svensk pastoraltidskrift.
År 2018 startade Löndahl tillsammans med Marie Ek Lipanovska, kristen författare och illustratör, YouTube-serien Söndagarna med Jesus där de varje vecka samtalar utifrån söndagens evangelium och kristen tro i vardagslivet. I september 2019 hade de sänt 45 avsnitt.